# Solovii, Stara Vîjivka
Solovii (în ucraineană Солов`ї) este localitatea de reședință a comunei Solovii din raionul Stara Vîjivka, regiunea Volînia, Ucraina.

## Demografie
Componența lingvistică a localității Solovii
     Ucraineană (100%)
Conform recensământului din 2001, toată populația localității Solovii era vorbitoare de ucraineană (100%).